# آی‌دی (نرم‌افزار)
آی‌دی iD یک ویرایشگر   نرم‌افزار آزاد که از داده‌های مکانی برای اوپن‌استریت‌مپ است که در جاوااسکریپت ایجاد شده و در سال ۲۰۱۳ عرضه شده است. این طراحی ساده و کاربردپذیری  که به عنوان یک ویرایشگر پیش فرض در صفحه OSM اصلی استفاده می شود.

## استفاده
این محبوب ترین ویرایشگر توسط تعدادی از کاربران OSM است.
ویژگی های iD شامل انتخاب تصاویر هوایی سفارشی و پشتیبانی بومی از عکس های مپیلاری می باشد.
برخی از انشعاب تخصصی iD: 
- Strava Slide ، که به راحتی بهینه سازی روش هایی را برای جابجایی آهنگ های جی‌پی‌اس جمع آوری شده توسط کاربران Strava [۸]
- iD-indoor ، که برای نقشه برداری داخلی طراحی شده است [۹]
- Mapeo ، ویرایشگر تجربی برای نقشه آفلاین در محیط های از راه دور [۱۰][۱۱][۱۲]

## تاریخ
قبل از iD، ویرایشگر وب اولیه برای داده های اوپن‌استریت‌مپ، ویرایشگر Potlatch 2 مبتنی بر فلش پلیر بود. . پروژه ویراستار ID توسط نویسنده Potlatch 1 و 2، ریچارد فییرورست، به صورت آنلاین در تاریخ ۱۳ ژوئیه ۲۰۱۲  و در کنفرانس دولت در ۱۴ اکتبر ۲۰۱۲ تأسیس شد.
در سپتامبر ۲۰۱۲، بنیاد نایت اعلام کرد برندگان چالش اخبار نایت: رقابت داده. تیمی از Development Seed / Mapbox به عنوان برنده برای پیشنهاد خود برای توسعه ابزار اشتراک جدید برای اوپن‌استریت‌مپ انتخاب شدند و اعطای ۵۷۵۰۰۰ دلار را دریافت کردند. با این سرمایه گذاری در دست، مپ باکس با Richard Fairhurst همکاری کرد تا بر روی iD کار کند. انتشار اولیه iD، با نام "Alpha0"، به زودی در تاریخ ۲۲ دسامبر ۲۰۱۲ منتشر شد.

### نام
انتخاب شناسه به عنوان یک نام به محبوبیت getElementById در جاوا اسکریپت، ترکیبی از مرتبط I پد با SYSTEME <b id="mwKg">D</b> ، و ادای احترام به سیتروئن شناسه مدل خودرو است. این نیز به معنای ساده تر شدن است تا Potlatch .

## پس زمینه فنی
این ویرایشگر به معنای مجدد سازی مجدد معماری Potlatch 2 در جاوا اسکریپت با رابط کاربری مجدد طراحی شده بود. تغییر (داخلی) بزرگ (تنها) تغییر معماری از پیش تعیین شده XML به یک JSON   بود.
در حالی که نسخه های اولیه بر اساس چارچوب Dojo بود،  iD از کتابخانه D3.js برای رندر استفاده می کند و روش اولیه آن از طریق SVG است. معماری اصلی آن مدولار است و طراحی شده است تا به راحتی در ابزارهای مبتنی بر جاوا اسکریپت برای اوپن‌استریت‌مپ استفاده شود.

## نسخه ها
| شاخه | اصلی {{سخ}} تاریخ انتشار | نسخه   | نسخه {{سخ}} تاریخ انتشار | مدل پشتیبانی      |
| ---- | ------------------------ | ------ | ------------------------ | ----------------- |
| آلفا | 21 دسامبر 2012           | آلفا 3 | 2013 فوریه 23            |                   |
| بتا  | 2 آوریل 2013             | بتا 1  | 2 آوریل 2013             |                   |
| 1.0  | 9 مه 2013                | 1.0.1  | 10 مه 2013               | EOL ( پایان عمر ) |
| 1.1  | 9 اوت 2013               | 1.1.6  | 23 اوت 2013              | EOL               |
| 1.2  | 26 سپتامبر 2013          | 1.2.1  | 30 سپتامبر 2013          | EOL               |
| 1.3  | 24 دسامبر 2013           | 1.3.10 | مه 21، 2014              | EOL               |
| 1.4  | 29 مه 2014               | 1.4.0  | 29 مه 2014               | EOL               |
| 1.5  | 2014 ژوئیه 8             | 1.5.4  | 29 ژوئیه 2014            | EOL               |
| 1.6  | 2014 اکتبر 6             | 1.6.3  | 10 دسامبر 2015           | EOL               |
| 1.7  | 11 دسامبر 2015           | 1.7.4  | 2015 سپتامبر 16          | EOL               |
| 1.8  | 2015 نوامبر 8            | 1.8.3  | 2015 دسامبر 11           | EOL               |
| 1.9  | 1 مارس 2016              | 1.9.4  | 4 مه 2016                | فعال              |
| 2.0  | 15 نوامبر 2016           | 2.0.2  | 22 دسامبر 2016           | فعال              |
| 2.1  | فوریه 4، 2017            | 2.1.3  | 2017 فوریه 24            | فعال              |
| 2.2  | 9 مه 2017                | 2.2.2  | 12 ژوئن 2017             | فعال              |